# Кащеев, Вячеслав
Вячеслав Кащеев (латыш. Vjačeslavs Kaščejevs; 16 марта 1978, Латвийская ССР) — латвийский квантовый физик и популяризатор науки. Профессор Латвийского университета. Член-корреспондент АН Латвии. Руководитель лаборатории теории наноэлектроники Латвийского университета.
Родился 16 марта 1978 году в семье физика. Закончил рижскую школу № 60. В 2002 году окончил магистратуру физико-математического факультета Латвийского университета. В 2007 году окончил докторантуру Тель-Авивского университета. С 1999 года работает в Латвийском университете, с 2009 старший научный сотрудник на факультете компьютерных наук. В 2013 году избран ассоциированным профессором Латвийского университета, а в 2019 году профессором. В 2017 году стал членом политическую партии «Kustība Par!».
В 2003 году стал лауреатом награды «Young Scientist 2013» Всемирного экономического форума за исследования квантовой наноэлектроники.
В 2021 году стал лауреатом премии АН Латвии имени Артура Балклавса, за вклад в популяризацию науки в Латвии и как профессор, который может увлекательно рассказать непосвященным о своей работе и в то же время своей энергией увлечь других коллег за собой, стремясь к новым открытиям.

## Научная деятельность
Сфера научной деятельности Вячеслава Кащеева теоретическая физика и квантовая наноэлектроника. Исследования Вячеслава Кащеева сосредоточены на применении квантовой физики для создания новых устройств на электронном и атомном масштабах. Вячеслав Кащеев наиболее известен как автор теории квантовых насосов — прецизионных одноэлектронных источников. Эта теория привела к разработке самых точных эталонов электрического тока, за что Вячеслав Кащеев был удостоен премии Всемирного экономического форума в 2013 году. Его исследования четыре раза включались в ежегодный список важнейших научных достижений Латвийской академии наук.
Вячеслав Кащеев является автором и соавтором около 50 научных публикаций. Участвует в различных международных проектах, в частности, по созданию элементов квантовой оптики.

## Популяризация науки
Вячеслав Кашчеев выступает на латвийском телевидении и радио, объясняет и комментирует публике различные новости из мира науки. В 2017 году, с участием Вячеслава, на канале LTV Children вышел восьми серийный сериал «Лаборатория Оскара». Участник цикла лекция для подростков в «Школе юных физиков» (Jauno Fiziķu Skola (JFS).
Вячеслав Кащеев участвовал в реорганизации системы школьных олимпиад в Латвии. В 2019 году при его непосредственном участии в Риге состоялась европейская олимпиада по физике.

## Научные публикации
- V. Kashcheyevs, A. Schiller, A. Aharony, and O. Entin-Wohlman,Unified description of phase lapses, population inversion, and correlation-induced resonances in double quantum dots, Phys.Rev. B 75, 115313 (2007).
- V. Kashcheyevs and B. Kaestner,Universal decay cascade model for dynamical quantum dot initialization, Phys. Rev. Lett. 104, 186805 (2010).
- V. Kashcheyevs, A. Aharony, and O. Entin-Wohlman,Applicability of the equations-of-motion technique forquantum dots,Phys.Rev. B 73, 125338 (2006).
- V. Kashcheyevs,C. Karrasch, T. Hecht, A. Weichselbaum, V. Meden, and A. Schiller,A quantum criticality perspective on the charging of narrow quantum-dot levels,Phys. Rev. Lett. 102, 136805 (2009).
- B. Kaestner, V. Kashcheyevs, S. Amakawa, L. Li, M. D. Blumenthal, T. J. B. M. Janssen, G. Hein, K. Pierz, T. Weimann, U. Siegner, and H. W. Schumacher,Single-parameter non-adiabatic quantized charge pumping,Phys.Rev. B 77, 153301 (2008).
- M. R. Buitelaar, V. Kashcheyevs, P. J. Leek, V. I. Talyanskii, C. G. Smith, D. Anderson, G. A. C. Jones, J. Wei, and D.H. Cobden,Adiabatic charge pumping in carbon nanotube quantum dots,Phys. Rev. Lett. 101, 126803 (2008)
- V. Kashcheyevs, A. Aharony, and O. Entin-Wohlman,Resonance approximation and charge loading and unloading in adiabatic quantum pumping,Phys.Rev. B 69, 195301 (2004).